# Yvan Quentin
Yvan Quentin (født 2. maj 1970 i Collombey-Muraz, Schweiz) er en tidligere schweizisk fodboldspiller, der spillede som forsvarsspiller. Han var på klubplan tilknyttet FC Sion, Neuchâtel Xamax og FC Zürich i hjemlandet. Længst tid tilbragte han hos Sion, hvor han var spillede i sammenlagt ni sæsoner.
Quentin spillede mellem 1992 og 2002 41 kampe for det schweiziske landshold. Han repræsenterede sit land ved både VM i 1994 og EM i 1996.